# Casa Miller-Martin
La Casa Miller-Martin es una casa histórica ubicada en Clayton, Alabama, Estados Unidos.

## Historia
Fue construido como una casa adosada para John H. Miller en 1859, y fue diseñada en estilo neogótico. En 1871, fue comprado por el juez Henry Clinton Russell, quien sirvió en el tribunal de sucesiones del Condado de Barbour. En 1915, fue comprado por John Council Martin, quien se desempeñó como alcalde de Clayton de 1926 a 1930. Más tarde fue heredado por su hija. La casa se incluyó en el Registro Nacional de Lugares Históricos desde el 16 de diciembre de 1974.